# Youth (album của BTS)
Youth là album phòng thu tiếng Nhật thứ hai của nhóm nhạc nam Hàn Quốc BTS, được phát hành vào ngày 7 tháng 9 năm 2016. Album có tổng cộng 13 bài hát.

## Phiên bản
Cả hai phiên bản đều có danh sách bài hát đầy đủ và một photocard đi kèm với tất cả các album phiên bản đầu tiên.
- Phiên bản album + DVD (PCCA-4434): Phiên bản này đi kèm với một DVD chứa các video âm nhạc của "For You", "I Need You (phiên bản tiếng Nhật)" và "Run (phiên bản tiếng Nhật)".
- Phiên bản thông thường (PCCA-4435)

## Diễn biến thương mại 
Album đã bán được 44,547 bản trong ngày đầu tiên phát hành và đứng ở vị trí số 1 trên bảng xếp hạng album hàng ngày của Oricon. Album cuối cùng đã nhận được chứng nhận Vàng với doanh số hơn 100,000 tại Nhật Bản.

## Danh sách bài hát
| STT              | Nhan đề                                                 | Sáng tác                                                                             | Sản xuất              | Thời lượng |
| ---------------- | ------------------------------------------------------- | ------------------------------------------------------------------------------------ | --------------------- | ---------- |
| 1.               | "Introduction: Youth"                                   | Ryuja RM Hitman Bang Pdogg Suga V Jungkook J-Hope Uta Hiro Brother Su Devine-Channel | Ryuja                 | 2:16       |
| 2.               | "Run" (phiên bản tiếng Nhật)                            | Pdogg Hitman Bang RM Suga V Jungkook J-Hope                                          | Pdogg                 | 3:55       |
| 3.               | "Fire" (phiên bản tiếng Nhật)                           | Pdogg Hitman Bang RM Suga Devine-Channel                                             | Pdogg                 | 3:24       |
| 4.               | "Dope" (超ヤベー) (phiên bản tiếng Nhật)                | Pdogg Ear Attack Hitman Bang RM Suga J-Hope                                          | Pdogg                 | 4:05       |
| 5.               | "Good Day"                                              | Matt Cab Ryuja Suga J-Hope RM                                                        | Matt Cab Ryuja        | 4:25       |
| 6.               | "Save Me" (phiên bản tiếng Nhật)                        | Pdogg Ray Michael Djan Jr Ashton Foster Samantha Harper RM Suga J-Hope               | Pdogg                 | 3:19       |
| 7.               | "フンタン少年団" (Boyz with Fun) (phiên bản tiếng Nhật) | Suga Pdogg Hitman Bang RM J-Hope Jin Jimin V                                         | Suga Pdogg            | 4:06       |
| 8.               | "ペップセ" (Baepsae) (phiên bản tiếng Nhật)             | Pdogg Supreme Boi RM Slow Rabbit                                                     | Pdogg                 | 3:55       |
| 9.               | "Wishing on a Star"                                     | Matt Cab Willie Weeks Daisuke RM Suga J-Hope                                         | Matt Cab Willie Weeks | 4:29       |
| 10.              | "Butterfly" (phiên bản tiếng Nhật)                      | Hitman Bang Slow Rabbit Pdogg Brother Su RM Suga J-Hope                              | Pdogg                 | 4:04       |
| 11.              | "For You"                                               | Uta Hiro RM Suga J-Hope Pdogg                                                        | Pdogg                 | 4:39       |
| 12.              | "I Need U" (phiên bản tiếng Nhật)                       | Pdogg Hitman Bang RM Suga J-Hope Brother Su                                          | Pdogg                 | 3:33       |
| 13.              | "Epilogue: Young Forever" (phiên bản tiếng Nhật)        | Slow Rabbit RM Hitman Bang Suga J-Hope                                               | RM Slow Rabbit        | 2:54       |
| Tổng thời lượng: | Tổng thời lượng:                                        | Tổng thời lượng:                                                                     | Tổng thời lượng:      | 49:04      |

| DVD | DVD                                                          | DVD        |
| STT | Nhan đề                                                      | Thời lượng |
| --- | ------------------------------------------------------------ | ---------- |
| 1.  | "For You" (video âm nhạc)                                    |            |
| 2.  | "For You" (hậu trường video âm nhạc)                         | 4:16       |
| 3.  | "I Need U" (phiên bản tiếng Nhật) (video âm nhạc)            | 3:56       |
| 4.  | "I Need U" (phiên bản tiếng Nhật) (hậu trường video âm nhạc) | 4:05       |
| 5.  | "Run" (phiên bản tiếng Nhật) (video âm nhạc)                 | 3:50       |
| 6.  | "Run" (phiên bản tiếng Nhật) (hậu trường video âm nhạc)      |            |

## Bảng xếp hạng
| Bảng xếp hạng                        | Vị trí cao nhất |
| ------------------------------------ | --------------- |
| Nhật Bản (Oricon Daily Album Chart)  | 1               |
| Nhật Bản (Oricon Weekly Album Chart) | 1               |

## Doanh số và chứng nhận
| Quốc gia                                  | Chứng nhận | Số đơn vị/doanh số chứng nhận |
| ----------------------------------------- | ---------- | ----------------------------- |
| Nhật Bản (RIAJ)                           | Vàng       | 100.000^                      |
| ^ Chứng nhận dựa theo doanh số nhập hàng. |            |                               |

## Lịch sử phát hành
| Quốc gia | Ngày phát hành     | Định dạng          | Hãng đĩa    |
| -------- | ------------------ | ------------------ | ----------- |
| Nhật Bản | 7 tháng 9 năm 2016 | CD phát trực tuyến | Pony Canyon |